# Резерфорд, Льюис Моррис
Льюис Моррис Резерфорд (в старой транскрипции Рутерфорд, англ. Lewis Morris Rutherfurd; 25 ноября 1816 — 30 мая 1892) — адвокат, владелец частной обсерватории около Нью-Йорка. Известен работами по астрофотографии.
Член Национальной академии наук США (1863).

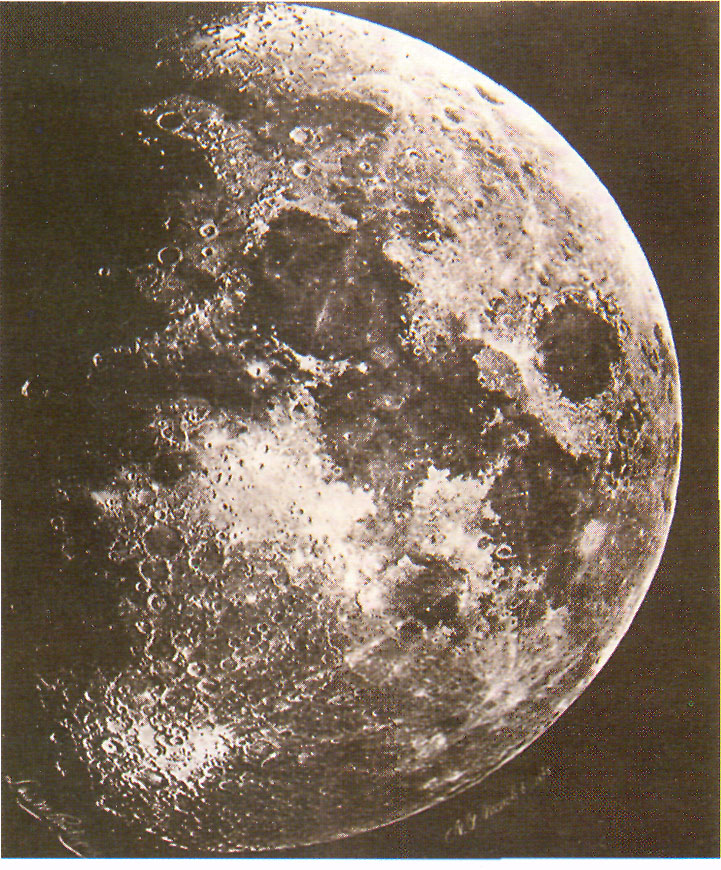
Фотография Луны, сделанная Льюисом Резерфордом в 1865 году

Ему принадлежат одни из первых фотографий Луны (1859). Снимки Плеяд, полученные им при помощи специально отшлифованного для ультрафиолетовых лучей объектива в 11¼ дюйма, впервые (1865) дали возможность приложить фотографию к задачам измерительной астрономии. Известна машина Резерфорда для нарезания дифракционных сеток.

## Память
В 1935 г. Международный астрономический союз присвоил имя Резерфорда кратеру на видимой стороне Луны.